# Jan III. z Michalovic
Jan z Michalovic (zvaný Michalec) (14. století? – 15. století?) byl český šlechtic z rodu pánů z Michalovic. Byl vnukem Jana Ješka z Michalovic.

## Ve službách Václava IV.
Narodil se jako syn Petra I. z Michalovic, ale již jako velmi mladý osiřel, a proto jeho poručníkem byl určen pan Těma z Koldic a to na celých deset let. Přestože Jan nebyl ještě plnoletý zasedal v panských lavicích na zemském soudě. Po získání plnoletosti byl známý svým rozhodným a energickým jednáním. Tak jako jeho předkové měl nadání pro politické vyjednávání a od chvíle kdy se ujal Michalovického panství jeho kariéra začala stoupat. Byl blízký králi Václavu IV., patřil ke dvoru a tohoto faktu dovedl velmi obratně využít ke svému prospěchu, hlavně ke zvýšení majetku a získání významných úřadů. Říkal o sobě dokonce familiaris fidelis (rodinný přítel). Přes všechny tyto politické aktivity nezapomínal na své poddané. Dne 20. února 1391 mu na Křivoklátě dal král na jeho žádost listinu, kterou povoluje městu Boleslava Mladého osmidenní bartolomějský jarmark a roku 1406 mu poskytl privilegium, které se sice nezachovalo, ale existuje o něm hodnověrná zpráva v soupisu privilegií J. Balatky z roku 1876. V listině se uvádí, že král povoluje boleslavským občanům, aby si vystavěli na Starém městě u městských hradeb kamenný chrám k poctě Panny Marie namísto dosavadního dřevěného. Stavba chrámu se ovšem tehdy velmi zdržela v důsledku následných husitských válek a byla dokončena až v polovině 15. století. Od devadesátých let 14. století patřil Jan z Michalovic mezi nejmocnější muže království. Protože měl v důsledku toho velmi mnoho povinností, odevzdal starost o Michalovice purkrabímu Mutinovi z Lopuce a později Pešíkovi z Bukovna. V roce 1387 prodal staré rodové panství Velešín pro jeho velkou vzdálenost od Michalovic Rožmberkům a později prodal i hrad Ostrý (Šafrštejn) i s městem Benešovem Hynkovi Berkovi z Dubé. Roku 1396 se stal hejtmanem v Budyšíně.

## V čele Panské jednoty
Roku 1394 stál v čele Panské jednoty proti králi Václavovi. Michalovicové byli tradičně přísnými katolíky a proto i on byl zarytým odpůrcem husitského hnutí od samého jeho začátku. Měl velmi za zlé králi, že dal svévolně umučit a utopit generálního vikáře Jana Nepomuckého bez předchozího soudu. Již od prvního konfliktu krále s Janem z Jenštejna stál na straně arcibiskupa a stal se nejaktivnějším členem Panské jednoty. Tato skupina šlechticů se snažila přimět krále, aby respektoval jejich požadavky a vyhrotili to až tak, že pobili polské bojovníky, které si král najal proti svým odpůrcům. Situace se vyhrotila zvláště tehdy, kdy Jan Michalec s dalšími katolickými šlechtici vnikl do jednání Královské rady, které se konalo 11. června 1395 na Karlštejně. Při tomto střetu osobně zabil Štěpána Podušku z Martinic a Štěpána z Opočna a těžce zranil johanitského převora Markolta z Vrutice. Král byl nucen pod tímto tlakem ustoupit, za všechny tyto nepřátelské skutky daroval Janovi roku 1397 Domažlice a roku 1405 jej ustanovil popravcem boleslavského kraje. Roku 1400 se pán z Michalovic osobně účastnil korunovace královny Žofie na Pražském hradě a v slavnostním průvodu nesl korunovační jablko s křížem. Tato služba byla ctí a společenskou prestiží. Když došlo v březnu 1402 ke druhému zajetí krále Václava, Jan z Michalovic se, jako spojenec moravského markraběte Jošta, na této akci osobně podílel. Roku 1409 byl ustaven zemským písařem. Tehdejší politická situace byla komplikovaná a král ji neměl pod kontrolou. Brzy po upálení Mistra Jana Husa se sešel 1. října 1415 v Českém Brodě s dalšími předními katolickými šlechtici a sepsali dohodu, že budou nadále poslušni krále a církve římské. Před svatým Havlem roku 1417 se opět věnoval svým poddaným a na jeho podnět byla tehdy sepsána listina, kterou udělil obyvatelům Mladé Boleslavi další výsadu a sice svobodně odkazovat svůj majetek. K listině byly připevněny pečetě Jana z Michalovic, jeho tří synů Petra, Jana Kruhlaty a Jindřicha a dalších pěti rytířů.

## Jan z Michalovic v době husitských válek
Situace v českém království byla v té době už hrozivá a tragické události se daly do pohybu. Dne 30. června 1419 došlo k defenestraci na Novoměstské radnici v Praze a 16. srpna zemřel král Václav IV. Cesta pro husitské války byla otevřená. Po jejich vypuknutí se postavil jednoznačně na stranu římského císaře Zikmunda. Nebylo to zadarmo, Michalovicové vždycky očekávali protislužby. Tentokrát dostal Hrubý Rohozec, půl města Turnova a do léna hrad Bezděz. Dne 22. května 1420 se rozhodl jednat a nechal naložit vozy potravinami, zbraněmi a vším potřebným a vezl je do Prahy jako pomoc královým vojákům, kteří byli husity obklíčeni na Pražském hradě. Téměř u cíle byly vozy zpozorovány Žižkovými bojovníky a zabaveny. Pan Michalec, který vozy doprovázel, uhájil holý život. Jeho syn Jindřich tolik štěstí neměl a přišel o život. K této události došlo 1. listopadu 1420 během bitvy pod Vyšehradem, kde bylo Zikmundovo vojsko poraženo. Kromě Jindřicha tam padl i manžel Jindřichovy sestry Kunky Jaroslav ze Šternberka. V prosinci zabrali husité Michalovicům Brandýs nad Labem a v lednu 1421 dobyli Toušeň. V srpnu už se natolik obával o svoji bezpečnost, že se uchýlil se svými syny na pevný a prakticky nedobytný Bezděz. Krátce po tom byly opravdu dobyty i Michalovice, poté na nich sídlili husitští hejtmani. Rok 1423 byl trochu klidnější, protože existovala snaha, aby se církev římská a strana kališnická smířily a byl proto na sv. Havla svolán za tímto účelem sjezd obou stran do Prahy. Přítomen byl i Jan z Michalovic, přitom byl zvolen správcem, hejtmanem a byly mu dány veškeré pravomoci k řízení země a upokojení poměrů v Čechách. Jan Michalec se už pravděpodobně nedožil výsledků tohoto jednání, ani rozhodující bitvy u Lipan. Asi v polovině roku 1425 o něm mizí veškeré zprávy. Nevíme kdy a jak zemřel, ani kde je pohřben, ale není vyloučeno, že přímo na Bezdězu, kde trávil léta husitských válek.